# Premio Laudomia Bonanni
Il Premio letterario internazionale Città dell'Aquila, meglio conosciuto come Premio Laudomia Bonanni o Premio L'Aquila BPER Banca per ragioni di sponsorizzazione, è un premio letterario internazionale dedicato alla poesia e intitolato alla scrittrice Laudomia Bonanni.

## Storia
Il premio fu istituito della Cassa di Risparmio della provincia dell'Aquila e dal Consiglio regionale dell'Abruzzo nel 2002, all'indomani della morte della scrittrice aquilana Laudomia Bonanni. Tra le personalità fondatrici della rassegna vi sono il notaio Antonio Battaglia, la poetessa Anna Maria Giancarli e l'onorevole Stefania Pezzopane.
Il premio si articola in quattro sezioni: la principale è dedicata alla poesia già edita (A), la seconda alla poesia inedita composta da studenti (B) e la terza alla poesia composta da detenuti degli istituti di pena (C). Ciascuna edizione è inoltre legata ad un ospite d'onore: tra questi si ricorda il premio Nobel per la letteratura Derek Walcott, padrino dell'edizione del 2004. 
La premiazione si tiene all'Aquila in autunno. Per l'edizione del 2009, caratterizzata dal terremoto dell'Aquila, la giuria non ha decretato un vincitore. La cerimonia di premiazione del 2020 si è svolta online a causa della pandemia di COVID-19; l'edizione è stata anche la prima a vedere la vittoria ex aequo dei tre finalisti.

## Edizioni
Di seguito la lista delle edizioni con il riepilogo degli ospiti e dei vincitori per la sezione A del premio, relativa alla poesia edita:
| Anno | Ed.   | Ospite d'onore            | Vincitore | Finalisti                                                                                   |
| ---- | ----- | ------------------------- | --- | ------------------------------------------------------------------------------------------- |
| 2002 | I     | Evgenij A. Evtušenko      | Paolo Ruffilli, La gioia e il lutto | -                                                                                           |
| 2003 | II    | Edoardo Sanguineti Adonis | Maurizio Cucchi, Per un secondo o un secolo                                                                                              | -                                                                                           |
| 2004 | III   | Derek Walcott             | Alba Donati, Non in mio nome | -                                                                                           |
| 2005 | IV    | Kikuo Takano              | Daniele Cavicchia, La malinconia delle balene                                                                                            | -                                                                                           |
| 2006 | V     | Mahmoud Darwish           | Valerio Magrelli, Disturbi del sistema binario                                                                                           | Franco Buffoni, Guerra Nadia Cavalera, Superrealisticallegoricamente                        |
| 2007 | VI    | Ana Blandiana             | Pietro Spataro, Cercando una città | -                                                                                           |
| 2008 | VII   | Mark Strand               | Maura del Serra, L'opera del vento | -                                                                                           |
| 2009 | VIII  | Titos Patrikios           | non assegnato | -                                                                                           |
| 2010 | IX    | Natan Zach                | Paola Mastrocola, La felicità del galleggiante                                                                                           | -                                                                                           |
| 2011 | X     | John Deane                | Oliviero Beha, Meteko | -                                                                                           |
| 2012 | XI    | Tahar Ben Jelloun         | Donatella Bisutti, Rosa alchemica | -                                                                                           |
| 2013 | XII   | Nasos Vaghenàs Franco Loi | Ennio Cavalli, Poesie con qualcuno dentro                                                                                                | -                                                                                           |
| 2014 | XIII  | Adam Zagajewski           | Roberto Deidier, Solstizio. Poesia | -                                                                                           |
| 2015 | XIV   | Charles Simić             | Bruno Galluccio, La misura dello zero | -                                                                                           |
| 2016 | XV    | Joumana Haddad            | non assegnato | -                                                                                           |
| 2017 | XVI   | Michel Faber              | Franco Marcoaldi, Tutto qui | Tommaso Di Francesco, Reificar. Vicenda silente Alberto Bertoni, Ricordi di Alzheimer       |
| 2018 | XVII  | Yang Lian                 | Elio Pecora, Rifrazioni | Daniele Pieroni, La solitudine Giovanna Cristina Vivinetto, Dolore minimo                   |
| 2019 | XVIII | Homero Aridjis            | Giancarlo Pontiggia, Il moto delle cose                                                                                                  | Gilberto Isella, Arepo Giorgio Linguaglossa, Il Tedio di Dio. Viaggio nel paese delle ombre |
| 2020 | XIX   | Márcia Theóphilo          | Giuseppe Conte, Non finirò di scrivere sul Mare Alberto Rollo, L'ultimo turno di guardia Antonio Maria Pinto, Tutte le poesie (ex aequo) | -                                                                                           |
| 2021 | XX    | Carmen Yanez              | Umberto Piersanti, Campi d'ostinato amore                                                                                                | Milo De Angelis, Linea intera, linea spezzata Alessandro Fo, Filo spinato                   |
| 2022 | XXI   | Ilya Kaminsky             | Silvia Bre, Le campane | Federico Federici, Profilo minore Plinio Perilli, Museo dell’uomo                           |
| 2023 | XXII  | Alfonso Brezmes           | Laura Pugno, I nomi | Tiziano Broggiato, Sorvoli Massimo Pamio, Anonimie                                          |
| 2024 | XXIII | Durs Grünbein             | Gian Mario Villalta, Dove sono gli anni                                                                                                  | Francesco D'Alessandro, Camminando Federica Taddei, Eravamo purissimi                       |